# Phường 5, thị xã Cai Lậy
Phường 5 là một phường thuộc thị xã Cai Lậy, tỉnh Tiền Giang, Việt Nam.

## Địa lý
Phường 5 nằm ở phía trung tâm thị xã Cai Lậy, có vị trí địa lý:
- Phía đông giáp Phường 4 và xã Long Khánh
- Phía tây giáp Phường 2
- Phía nam giáp xã Long Khánh và xã Thanh Hòa
- Phía bắc giáp Phường 1 và Phường 4.

Phường 5 có diện tích 2,56 km², dân số năm 2013 là 7.499 người, mật độ dân số đạt 2.930 người/km².

## Lịch sử
Phường 5 được thành lập vào ngày 26 tháng 12 năm 2013 trên cơ sở điều chỉnh 255,62 ha diện tích tự nhiên và 7.499 người của thị trấn Cai Lậy.
Sau khi thành lập, phường có 255,62 ha diện tích tự nhiên, dân số là 7.499 người.